# Alain Vigneron
Alain Vigneron (La Broque, 1º settembre 1954) è un ex ciclista su strada francese.

## Palmarès

### Strada
- 1978 (Dilettanti, una vittoria)

7ª tappa Grand Prix de l'Avenir (Aix-les-Bains > Saint-Trivier-sur-Moignans)
- 1983 (Renault-Elf-Gitane, una vittoria)

Grand Prix de la Côte Normande

#### Altri successi
- 1982 (Renault-Elf-Gitane)

Prologo Giro d'Italia (Milano, cronosquadre)
- 1985 (La Vie Claire-Wonder)

3ª tappa Tour de France (Vitré > Fougères, cronosquadre)
- 1987 (Fagor)

Ronde d'Aix-en-Provence

## Piazzamenti

### Grandi Giri
- Giro d'Italia

1982: 39º
1986: 51º
- Tour de France

1980: 58º
1981: 43º
1982: 35º
1983: 33º
1984: 47º
1985: 44º
1986: 95º
- Vuelta a España

1983: 13º

### Classiche monumento
- Milano-Sanremo

1982: 40º
- Liegi-Bastogne-Liegi

1982: 28º
1983: 39º
1984: 45º
- Giro di Lombardia

1984: 45º

### Competizioni mondiali
- Campionati del mondo

Colorado Springs 1986 - In linea Professionisti: ritirato